# Annett Davis
Pour les articles homonymes, voir Davis.
Annett D. Buckner Davis, née le 22 septembre 1973 à Long Beach (Californie) , est une joueuse américaine de beach-volley. 
Elle est médaillée d'argent aux Championnats du monde de beach-volley en 1999 à Marseille avec Jenny Johnson Jordan.